# Vampiros en La Habana
¡Vampiros en La Habana! es el segundo largometraje animado de Juan Padrón (creador de Elpidio Valdés). Fue coproducida en 1985 por el Instituto Cubano de Arte e Industria Cinematográficos, Radio Televisión Española y Durniock Producciones.
El 4 de febrero de 2009 ocupó el lugar no. 50 en la primera encuesta mundial sobre los 100 mejores títulos del cine iberoamericano, realizada por Noticine.com —un portal dedicado a la información de cine—, además de ser la única película animada de la lista.
La película trata de una conspiración por parte de las dos bandas organizadas de vampiros ("Capa Nostra" en Estados Unidos y "Grupo Vampiro" en Europa) por apoderarse de una fórmula que les permite resistir el sol.
Debido al éxito de la película, en el año 2003 se realizó su secuela titulada Más vampiros en La Habana.

## Trama
La introducción cuenta que en 1870 los vampiros formaron dos grupos principales: el primero es lo de los vampiros inmigrantes que se reúnen en Chicago bajo el nombre "Capa Nostra", cuyo presidente es Johnny Terrori; el segundo, en Europa, con sede en Düsseldorf, se reúne bajo el nombre "Grupo Vampiro", y eligen como presidente al legendario conde Drácula. Uno de los hijos de este, el científico Werner Amadeus Von Drácula, trabaja en hacer una fórmula que permita a los vampiros resistir la luz solar, al encontrar lo que pareciera ser la solución, su padre se ofrece a probarla él mismo, pero la fórmula no funciona y Drácula muere.
Ridiculizado, Von Drácula se ve en la obligación de irse y llega a Cuba con su sobrino Joseph Amadeus Von Drácula, donde sigue trabajando en su fórmula. Tras experimentar con su sobrino, Von Drácula consigue, en 1933, una fórmula que funciona, y decide compartirla con el Grupo Vampiro para que estos la distribuyan gratuitamente. Sin embargo al enterarse de la fórmula, los europeos deciden apoderarse de ella para comercializarla con el nombre de "Vampisol". Johnny Terrori, por su parte, se entera de esto y decide destruir la fórmula para poder seguir manteniendo el monopolio de playas artificiales para vampiros y viaja a Cuba con ese fin. Al mismo tiempo, en Cuba, Joseph o "Pepito", en conjunto con amigos suyos, luchaba contra Gerardo Machado.
Werner Amadeus es asesinado por los gansteres de Terrori, Pepito logra escapar llevando consigo la fórmula, y las dos bandas de vampiros lo persiguen, además de la policía que le perseguía por la oposición a Machado. Al final Terrori comprueba que una bala, no una bala de plata, ha dañado a Pepito, y concluye, por lo tanto, que la fórmula hace que los vampiros dejen de ser tales. Dada la situación, Terrori se prepara para irse de vuelta a Chicago, pero Al Tapone aparece frente a él para cobrarle por un asunto de negocios.
Como no puede pagarle, los hombres de Tapone clavan una estaca en Terrori, mientras los europeos, en posesión de la fórmula, le proponen a este hacer negocios con la misma. Tapone acepta, pero Pepito, que se sabe la fórmula de memoria, aprovecha la transmisión radial que se está efectuando en ese momento para transmitirla a todos los vampiros del mundo, invalidando entonces cualquier intento de negociar con ella. Los europeos, arruinados, se lamentan, mientras Tapone se va.
En la última escena Pepito está dando un recital de trompeta mientras su esposa Lola y su hijo vampiro lo miran. La escena termina con un narrador diciendo que ahora todos los vampiros pueden disfrutar del sol gracias a Pepito.

## Personajes
Pepe
Protagonista pirncipal. Su nombre real es Joseph Von Drácula, es un híbrido humano-vampiro. Su tío Werner lo llevó consigo a Cuba y experimentó en él la fórmula antisolar. Fue criado entre cubanos y forjó una gran amistad con Negro. Trabaja como trompetista en un club nocturno y es miembro del grupo revolucionario antimachadista. Está enamorado de Lola y desconoce por completo su origen vampiro.
Werner Von Drácula
Hijo del célebre Conde Drácula y creador del Vampisol. En un inicio sus experimentos no concretaban, sin embargo, cuando por fin creyó que había logrado su objetivo, su padre se ofreció como voluntario a probar la fórmula y murió fatídicamente quemado. Humillado y desterrado, Werner se llevó consigo a su sobrino Joseph a La Habana, y se encargó de remediar su error. En 1933, finalmente crea la bebida perfecta del Vampisol.
Lola
Es el interés amoroso de Pepe, y su sueño es casarse y tener muchos hijos con él. Es miembro del grupo revolucionario y trabaja en la casa del Capitán Vives, líder machadista. 
Negro
Es el mejor amigo de Pepe, a quien conoce desde la infancia. Forma parte del grupo revolucionario. Es amigable, simpático y valiente, le gusta referirse a los demás con el nombre de "Tigre".
Johnny Terrori
Líder de la Capa Nostra, organización de vampiros inmigrantes con sede en Chicago. Su objetivo es viajar a Cuba para destruir la fórmula del Vampisol e impedir su comercialización al mundo protegiendo su negocio de playas artificiales. Su mano derecha es Smiley.
Grupo Vampiro Europeo
Conformado por líderes vampiros de Alemania, Francia, Inglaterra, España e Italia con sede en Düsseldorf. Al conocer de la existencia del Vampisol pretenden llegar a Cuba y arrebatarle la fórmula a Von Drácula para comercializarla y hacerle frente al poder económico de la Capa Nostra.
Capitán Vives
Jefe de la policía machadista. Persigue al grupo revolucionario encabezado por Pepe, a quien le tiene un gran odio por ser el amante de su esposa. 
Smiley
Un vampiro norteamericano de baja estatura, es la mano derecha de Johnny Terrori.

## Premios
- Tercer Premio Coral, VII Festival Internacional del Nuevo Cine Latinoamericano, La Habana, Cuba.[2]
- Diploma de Honor, IX Festival Internacional de Cine, Quito, Ecuador.[2] (1986)
- Medalla George Brassans del Festival Cinematográfico de la Casa de la Cultura de Laognan, I Festival de la Cultura Cubana, Francia.[2] (1986)
- Seleccionada entre las 30 mejores películas de animación por el Consejo Cultural del Instituto de Cine.[2] (1989)